# Bisbat de Dol

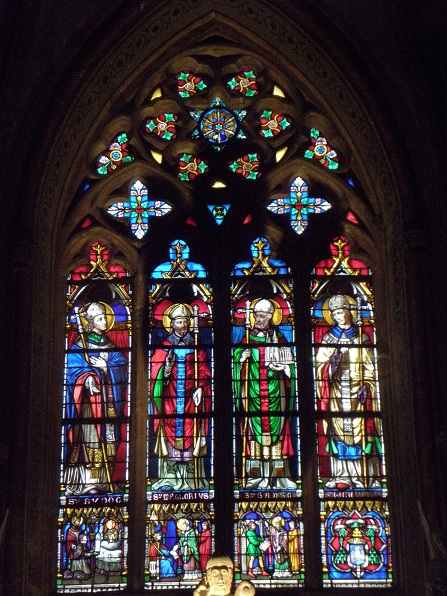
Vitralls de la catedral mostrant els quatre primers bisbe de Dol.

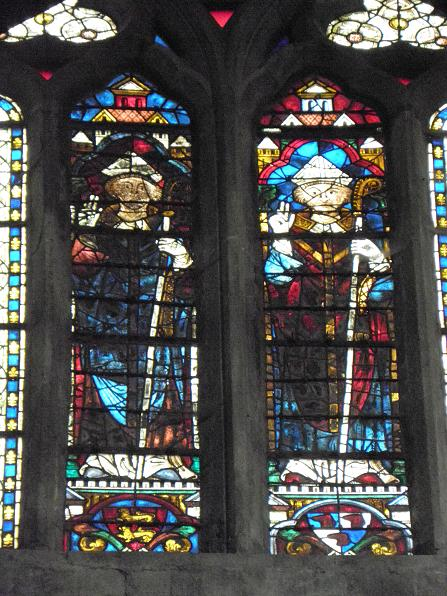
Els bisbes Thibaud de Pouancé (1280-1301) i Jean Dubois (1312-1324).

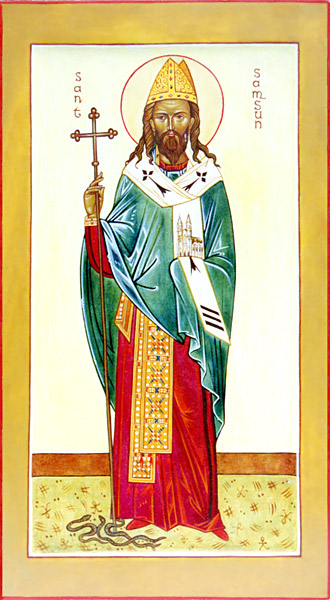
Icona moderna amb la imatge de Sant Sansó, protobisbe de la diòcesi de Dol.

El bisbat de Dol (francès: Diocèse de Dol; llatí: Dioecesis Dolensis) és una seu suprimida de l'Església catòlica a França.

## Territori
La diòcesi de Dol era la més petita de les diòcesis bretones. Vorejava al nord amb el mar, a l'est amb les diòcesis d'Avranches i Rennes, i al sud i l'oest amb la diòcesi de Saint-Malo.
La seu episcopal era la ciutat de Dol-de-Bretagne, a l'actual departament de l'Ille-et-Vilaine, on l'església de sant Samsó servia de catedral.
El 1789, la diòcesi incloïa prop de 91 parròquies i set enclavaments a les diòcesis veïnes. El territori estava constituït en únic ardiaconat, dividit en set vicariats.: Dol, Bobital, Coëtmieux, Lanvollon, Lannion, Lanmeur i Saint-Samson.

## Història
Els orígens de la diòcesi de Dol són incerts. La tradició atribueix a sant Samsó la fundació del monestir de Dol (segle vi), a l'origen de la diòcesi. Sembla que el mateix Samsó va participar en un sínode a París (vers el 556). Després de Samsó, el monestir podria haver tingut els abats coberts amb caràcter episcopal, però no hi ha fonaments per determinar l'existència d'una diòcesi formada i delimitada oficialment, amb una successió episcopal regular.
A l'època de Carlemany i Lluís el Piadós, l'entorn de Dol era part de la diòcesi d'Aleth; potser el monestir de Dol va gaudir del privilegi d'exempció, però no hi ha documents que ho certifiquin amb certesa. El bisbe d'Aleth Salocone, deposat pel rei bretó Nominoë el 848 per simonia, més tard va portar el títol de bisbe de Dol, com ho demostren els documents medievals.No obstant això, l'Indiculus de episcoporum Britonum depositione (inclòs a la Crònica de Nantes) atribueix a Salocone el títol de bisbe d'Aleth; aquesta crònica dona suport a la tesi que la diòcesi de Dol va ser erigida per Nominoë, juntament amb la reforma de l'Església bretona construïda pel rei. Aquest testimoni és considerat fiable per alguns historiadors (Duchesne i Waquet), encara que amb la deguda cautela.
En la disputa amb els metropolitans de Tours, els bisbes de Dol van produir una sèrie episcopal que, des de sant Samsóe, va arribar a Festiniano (Festgen), el primer bisbe històricament provat; molts d'aquests presumptes bisbes de Dol, gairebé tots els sants, estan vinculats a les tradicions locals, o a monestirs que no tenen res a veure amb la seu episcopal.
Al segle ix, el rei bretó Nominoë, després de la seva victòria sobre Carles el Calb al 845, va treballar per dur a Bretanya una certa autonomia respecte de l'Imperi i va erigir la diòcesi de Dol en seu arquebisbal metropolitana amb sis sufragànies: Aleth, Saint-Brieuc, Tréguier, Laon, Quimper i Vannes. Manno II el 990 va ser el primer a reclamar per a sí el títol d'arquebisbe. Aquesta iniciativa, però, no va tenir molt èxit; els papes no van concedir el pal·li i els arquebisbes de Tours mai va aprovar aquesta decisió règia.
La disputa entre les seus de Dol i Tours va continuar fins als segles xi i xii. El papa Gregori VII († 1085), potser amb l'esperança de fer de Bretanya un estat vassall de la Santa Seu, concedí a Even, bisbe de Dol, el pal·li i el títol d'arquebisbe. Però aviat, les diòcesis sufragànies van abandona Dol per tornar a Tours. Hugues Li Roux encara va aconseguir el pal·li, però sense poder portar cap sufragani a la seva obediència. L'1 de juny de 1199, amb la butlla Licet primum, el papa Innocenci III va confirmar la seu de Dol com a sufragània de Tours.
El capítol de la catedral de Dol té orígens antics. Ha estat testificat a principis del segle x, al voltant de 920, el prebost Radhod, que va entretenir a un intercanvi de cartes amb el rei anglès Etelstan. Després de la invasió normanda, la figura del prebost va ser reemplaçada per la d'ardiaca, com una major dignitat del capítol. El primer ardiaca conegut és Juthael, que va ser triat arquebisbe de Dol al voltant de 1039. Els estatuts més antics del capítol que ens han arribat són els de 1256. Durant el segle xiii es va construir la catedral dedicada al sant fundador de la diòcesi.
El bisbe Jean-François de Chamillart instituí el seminari diocesà l'any 1697.
La constitució civil del clergat de 1790 va posar fi a la diòcesi. L'últim bisbe, Urbain-René de Hercé, va ser executat el 28 de juliol de 1795 per la seva participació en la revolta de La Vendée.
La diòcesi va ser formalment abolida després del concordat amb el butlla Qui Christi Domini del Papa Pius VII el 29 de novembre de 1801 i el seu territori incorporat al de la diòcesi de Rennes i Saint-Brieuc.
A partir del 13 de febrer de 1880, els arquebisbes de Rennes porten el títol de bisbes de Dol.

## Cronologia episcopal
- Sant Samsó † (segle vi)[6]
- Sant Maglorio †[7]
- Sant Budoco †
- Sant Leuchero †
- Tyermael †[8]
- Sant Genevo †
- Sant Restoaldo (o Rectovaldo) ? †[9]
- Sant'Armelo †
- Sant Jumahel †
- Sant Turiano †
- Salocone † (citat el 848)[10]
- Festiniano † (abans de 859 - després de 869)
- Manno I (Mahen) † (abans de 874 - després de 878)
- Giovanni I † (finals del segle ix)[11]
- Lowenan (Gioviniano) † (inicis del segle x)[12]
- Agano † (citat el 930)[13]
- Wicohen o Juthoven (Gingoneo) † (citat el 950 aproximadament)
- Manno II † (citat el 990)
- Roland † (finals del segle xi)
- Ginguené (o Junkène) † (després de 1008 - després de 1032)
- Juthael (o Juhel) † (abans de 1040 - 1076 deposat)
  - Gilduin † (vers 1076 - 1076 renuncià) (bisbe electe)
- Even † (setembre de 1076 - 26 de setembre de 1081 mort)
- Jean II † (vers 1082 - abans de 1093 mort)[14]
- Roland † (1093 - 1106 mort)
  - Jean III † (1106 - desembre de 1106 mort) (bisbe electe)
  - Wulgrin † (1107 renuncià) (bisbe electe)
- Baudry di Bourgueil † (maig de 1107 - 5 de gener de 1130 mort)
- Geoffroi Le Roux † (1130 - abans de Pasqua 1147 nomenat arquebisbe de Càpua)
- Olivier † (1147 - vers desembre de 1153 mort)
- Hugues Le Roux † (13 de febrer de 1154 - 1 de març de 1161 renuncià)
- Roger du Homet † (1161 - vers 1163 mort)
- Jean IV † (1163 - 27 de gener de 1177 mort)
- Roland † (11 de novembre de 1177 - 4 de març de 1187 mort)[15]
- Henri † (vers 1187 - agost de 1188 mort)
- Jean de Vaulnoise † (1188 - vers 1192 mort)
- Jean de La Mouche † (1194 - després de l'1 de juny de 1199 mort)
- Jean de Lizannet † (1203 - 13 de novembre de 1231 mort)
- Clément de Vitré † (desembre de 1231 - de gener de 1241 mort)
- Etienne † (1243 - 17 de novembre de 1265 mort)
- Jean de Mahé † (5 de gener de 1266 - 13 de maig de 1280 mort)
- Thibaud de Pouencé † (16 de juliol de 1280 - 30 de març de 1301 mort)
- Thibaud de Moréac † (1301 - 14 de gener de 1312 mort)
- Jean Dubois † (1312 - 25 de gener de 1324 mort)
- Guillaume Méchin † (26 d'abril de 1324 - 15 de març de 1328 mort)
- Jean d'Avaugour † (27 d'abril de 1328 - 8 de maig de 1340 mort)
- Henri Dubois † (25 d'octubre de 1340 - de març de 1348 mort)
- Simon Le Maire, O.S.B. † (3 de gener de 1353 - 30 de gener de 1357 nomenat bisbe de Chartres)
- Geoffroi de Coëtmoisan † (20 de març de 1357 - després de maig de 1375 mort)
- Guy de Roye † (27 de maig de 1381 - 17 d'octubre de 1382 nomenat arquebisbe de Tours)
- Éverard de Trémignon † (17 d'octubre de 1382 - 1386 mort)
- Guillaume de Bris † (27 d'agost de 1386 - 2 de febrer de 1391 mort)
- Richard de Lesmenez † (17 de febrer de 1391 - 26 de maig de 1405 mort)
- Etienne Cœuvret † (6 de novembre de 1405 - 6 de desembre de 1429 mort)
- Jean de Bruc † (25 de setembre de 1430 - 22 de maig de 1437 mort)
- Alain L'Épervier, O.F.M. † (11 de desembre de 1437 - 24 d'agost de 1444 nomenat bisbe de Quimper)
- Raoul de La Moussaye † (24 d'agost de 1444 - 16 d'abril de 1456 mort)
  - Alain de Coëtivy † (18 de juny de 1456 - 7 de gener de 1460 renuncià) (administrador apostòlic)
  - Alain de Coëtivy † (1462 - 1474 renuncià) (administrador apostòlic, per segona vegada)
- Christophe de Penmarch † (7 de febrer de 1474 - 14 de gener de 1478 nomenat bisbe de Saint-Brieuc)
- Michel Guibé † (14 de gener de 1478 - 29 de març de 1482 nomenat bisbe de Rennes)
- Thomas Jacques † (29 de març de 1482 - 5 d'abril de 1504 mort)
- Mathurin de Plédran † (13 de juny de 1504 - 10 de desembre de 1521 mort)
- Thomas le Roy † (29 de juny de 1523 - 21 d'octubre de 1524 mort)
  - Sede vacante (1524-1528)
- François de Laval † (6 de novembre de 1528 - 2 de juliol de 1554 mort)
- Jean du Mar † (30 de març de 1557 - 12 d'octubre de 1557 mort)
- Charles d'Espinay † (29 de maig de 1560 - 12 de setembre de 1591 mort)
  - Sede vacante (1591-1603)
- Antoine de Révol † (5 de novembre de 1603 - 6 d'agost de 1629 mort)
- Hector Douvrier † (10 de juny de 1630 - 19 de novembre de 1646 nomenat bisbe de Nîmes)
- Anthyme-Denis Cohon † (19 de novembre de 1646 - 1648 o 1652 renuncià)
- Robert Cupif † (13 de novembre de 1652 - 21 de setembre de 1659 mort)
- Mathieu Thoreau † (8 d'agost de 1661 - 31 de gener de 1692 mort)
- Jean-François de Chamillart † (6 d'octubre de 1692 - 31 de juliol de 1702 nomenat bisbe de Senlis)
- François Elie de Voyer de Paulmy d'Argenson † (11 de desembre de 1702 - 16 de desembre de 1715 nomenat arquebisbe d'Embrun)
- Jean-Louis du Bouchet de Sourches † (30 de març de 1716 - 30 de juny de 1748 mort)
- Jean-François-Louis Dondel † (16 de desembre de 1748 - 11 de febrer de 1767 mort)
- Urbain-René de Hercé † (15 de juny de 1767 - 28 de juliol de 1795 mort)
  - Sede vacante (1795-1801)
  - Seu suprimida